# Rio Neretva
O rio Neretva (em alfabeto cirílico Неретва; em italiano Narenta) é um rio da Bósnia e Herzegovina e da Croácia. Sua extensão é de 225 km, dos quais 203 km cruzam o território da Herzegovina e os 22 km finais passam pela região de Dubrovnik-Neretva, Croácia.

## Curso
O córrego inicial do Neretva tem água de pureza classe A. O Neretva tem alguns endemismos  próprios, formas de vida delicadas e frágeis em via de extinção. Sua nascente é nos Alpes Dináricos e na sua descida para o mar cria uma grande garganta. Em alguns pontos seu vale se expande, onde fertiliza as terras contíguas. 
Seus afluentes da margem direita são os rios Rama e Trebižat, enquanto que na margem esquerda confluem os rios Buna e Bregava. Nos seus últimos 30 km, o Neretva forma um Delta antes de desembocar no Mar Adriático.

## Cidades
A maior cidade às margens do Neretva é Mostar. A Ponte de Mostar ou Ponte Velha (Stari Most; Стари Мост) é um importante monumento arquitetônico sobre o rio em Mostar, sendo um Patrimônio da Humanidade da UNESCO. Foi bombardeado e destruída pelos croatas em 9 de novembro de 1993, tendo sido reconstruída em 2004.
Outros povoados atravessados pelo Neretva são Konjic, Jablanica, Čapljina, Metković, Opuzen e Ploče, bem como as povoações históricas de Počitelj e Mogorjelo.

## Represas
Há um grande lago próximo a Jablanica (Gornji Milanovac) criado para  acumulação de três represas de usinas hidrelétricas entre Jablanica e Mostar.
O governo da Bósnia e Herzegovina recentemente elaborou planos para incentivar a presença de investidores estrangeiros  para construir várias represas nas proximidades da nascente e destruir o cânion, inundando essa área.Os ecologistas protestam pois desejam que esse "cânion", considerado pelo menos tão belo quanto o de Tara em Montenegro, permaneça intacto como sempre foi.
O seu delta, na Croácia, está listado nas áreas de conservação da Convenção de Ramsar.